# Portugiesisch-tadschikische Beziehungen
Die portugiesisch-tadschikischen Beziehungen beschreiben das zwischenstaatliche Verhältnis zwischen Portugal und Tadschikistan. Die Länder unterhalten seit 1992 direkte diplomatische Beziehungen.
Die Beziehungen gelten als unbelastet, aber noch schwach ausgeprägt: historisch gab es keine bedeutenden Berührungspunkte, ihr bilateraler Handel und ihr Kulturaustausch sind schwach entwickelt, und es bestehen keine nennenswerten gegenseitigen Diasporas. Auf Grund der geografischen Entfernung, der prekären Demokratie- und Menschenrechtslage in Tadschikistan, und der wenigen direkten Berührungspunkte ist auch ihr politisches Verhältnis erst wenig entwickelt, mit multilateralen Organisationen wie der Organisation für Sicherheit und Zusammenarbeit in Europa (OSZE) und den Unterorganisationen der UNO als wichtigste gemeinsame Foren.
Im Jahr 2020 waren 32 tadschikische Staatsbürger in Portugal gemeldet, davon mit 17 die meisten an der Algarve. 2019 waren keine Portugiesen in Tadschikistan registriert.

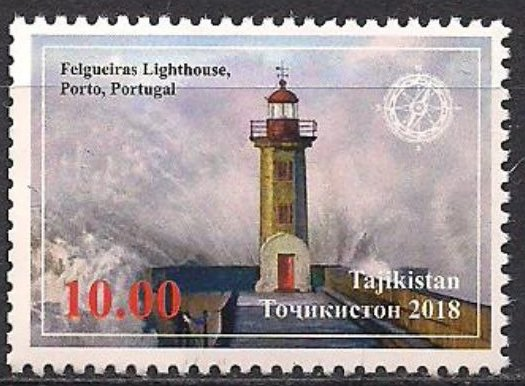
Tadschikische Briefmarke mit dem Motiv des Leuchtturms von Felgueiras im portugiesischen Foz do Douro bei Porto: es bestehen überwiegend nur allgemeine und wenig konkrete Beziehungen zwischen Portugal und Tadschikistan.

## Geschichte
Bis zur tadschikischen Unabhängigkeit von der Sowjetunion 1991 bestimmten die portugiesisch-sowjetischen Beziehungen das Verhältnis. Am 7. August 1992 gingen Portugal und Tadschikistan diplomatische Beziehungen ein. Gegenseitige Vertretungen richteten sie seither nicht ein (Stand Mai 2022).
Erstmals akkreditierte sich ein portugiesischer Vertreter im Jahr 1996 in der tadschikischen Hauptstadt Duschanbe, der portugiesische Botschafter in Moskau João Luís Gomes.
Der tadschikische Bürgerkrieg (1991–1997), aber auch die Demokratie- und Menschenrechtsdefizite des weiterhin autoritär regierten und als überdurchschnittlich korrupt geltenden Landes erschwerten bessere Beziehungen zu Portugal, zu dem auch zuvor kaum Bezugspunkte bestanden.
Am 19. Februar 2021 traf sich der tadschikische Außenminister Sirodschiddin Muhriddin mit seinem portugiesischen Amtskollegen Augusto Santos Silva, wegen der COVID-19-Pandemie per Videokonferenz. Dabei bekräftigten beide Seiten die Notwendigkeit, ihre politischen, wirtschaftlichen, kulturellen und Handelsbeziehungen auszuweiten. Sie zeigten dabei ihre gegenseitigen Fortschritte beim Erreichen ihrer Ziele in Fragen der Wasserwirtschaft auf.

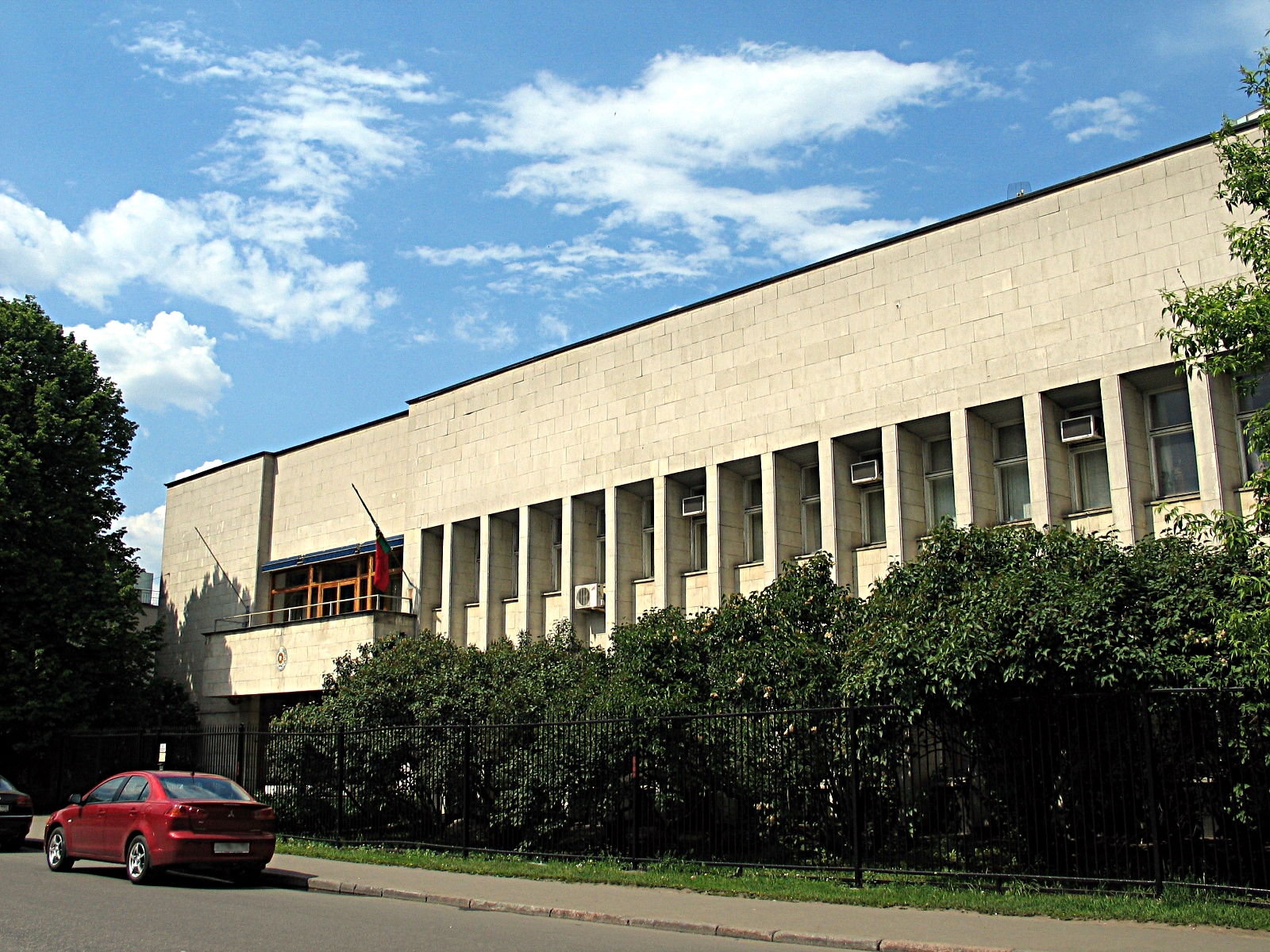
Die portugiesische Botschaft in Moskau: Tadschikistan gehört zu ihrem Amtsbezirk.

## Diplomatie
Portugal unterhält keine eigene Botschaft in Tadschikistan, das Land gehört zum Amtsbezirk des Portugiesischen Botschafters in Russland. Es ist auch kein portugiesisches Konsulat dort eingerichtet.
Tadschikistan hat ebenfalls keine eigene Botschaft in Portugal, die tadschikische Botschaft in Paris ist für Portugal zuständig. Auch tadschikische Konsulate bestehen in Portugal nicht.

## Wirtschaft
Das Handelsvolumen zwischen Portugal und Tadschikistan belief sich im Jahr 2020 auf 0,471 Mio. Euro (2019: 0,045 Mio.; 2018: 0,051 Mio.; 2017: 0,875 Mio.; 2016: 1,968 Mio., 2015: 0,223 Mio., 2010: 0,0 Mio.; 2005: 2,724 Mio.), zuletzt mit einem Handelsbilanzüberschuss zu Gunsten Portugals von 0,239 Mio. Euro (2020).
Dabei importierte Tadschikistan Waren im Wert von 0,355 Mio. Euro aus Portugal, darunter 52,8 % Metallwaren und 47,2 % Maschinen und Geräte.
Portugal führte gleichzeitig aus Tadschikistan Waren im Wert von 0,116 Mio. Euro ein, ausschließlich Textilien.
Damit stand Tadschikistan im portugiesischen Außenhandel an 182. Stelle als Abnehmer und an 156. Stelle als Lieferant.
Die portugiesische Außenhandelskammer AICEP unterhält keine Niederlassung in Tadschikistan, das Land wird vom AICEP-Büro in der russischen Hauptstadt Moskau betreut.